# Epanomí

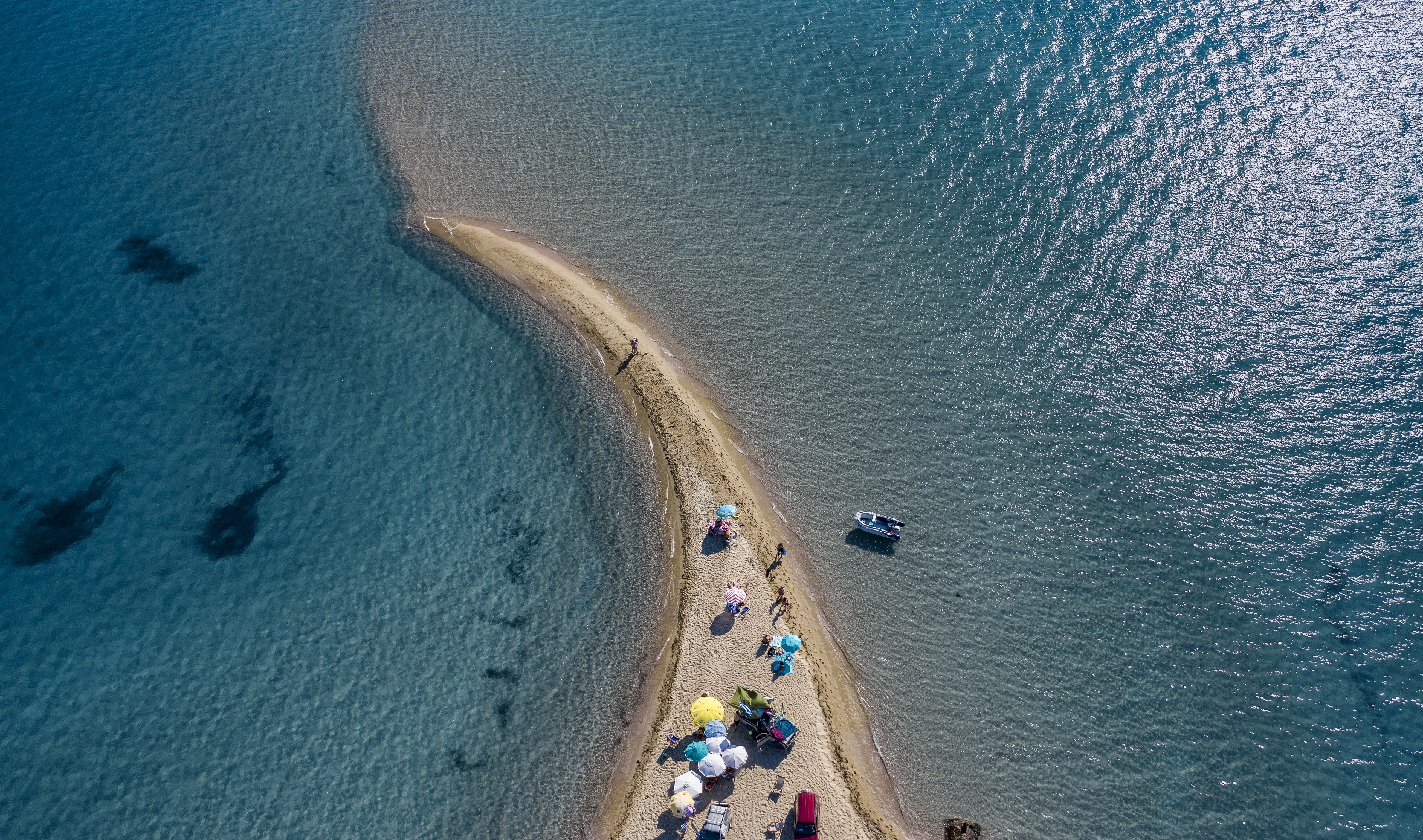

Epanomí är en ort i Grekland.   Den ligger i prefekturen Nomós Thessaloníkis och regionen Mellersta Makedonien, i den nordöstra delen av landet, 280 km norr om huvudstaden Aten. Epanomí ligger 40 meter över havet och antalet invånare är 8 121.
Terrängen runt Epanomí är lite kuperad. Havet är nära Epanomí åt sydväst.  Närmaste större samhälle är Kalamaria, 17,5 km norr om Epanomí. 